# 野村正峰
野村 正峰（のむら せいほう、本名：野村 穣、1927年（昭和2年）3月25日 - 2011年（平成23年）10月22日）は、愛知県名古屋市生まれの作曲家・箏曲家である。生田流。

## 家族
- 妻 - 演奏家 野村秀子（のむら ひでこ）
- 長女 - 箏曲家・作曲家 野村祐子（のむら ゆうこ）
- 次女 - 演奏家 野村哲子（のむら さとこ）
- 三女 - 演奏家 野村倫子（のむら ともこ）
- 長女の夫 - 尺八演奏家・作曲家  野村峰山（のむら ほうざん）
- 三女の夫 - 箏曲家・作曲家 水野利彦（みずの としひこ）

## 略歴
- 1927年 - 名古屋生まれ。 父 野村千代一（のむら ちよかず）、母 元当道音楽会名古屋支部長 筝曲教授 野村豊子（のむら とよこ）。
- 1939年 - （12歳）明倫中学校に首席入学。
- 1940年 - （13歳）陸軍幼年学校（第44期生）に進学。のちに妻となる石川秀子が、軍服姿の穣を見かけたのは、箏の師匠、豊子の主催する正月の弾き初め会。秀子は小学校三年生、箏の出番を待つ合間に晴れ着姿で座布団遊びをしていた時。秀子の兄と穣は矢田小学校の同級生。
- 1944年 - （17歳）陸軍士官学校（第59期生）在学中、日本刀の試し切りをしていた青竹が見事な形に切れたので、花を入れて飾っておいた。「軍人がそのような女々しいことではならぬ。」と教官は、泣く泣く穣を叱った。「枕草子」「徒然草」などの文芸書を密かに家族から取り寄せたのが見つかって取り上げられたこともあった。厳しい軍人教育、少年の心優しさは許されない時代であったが、「秋の日のヴィオロンの…」ヴェルレーヌのこの有名な詩を原語で朗読された教官のフランス語の、その響きの美しさに感動したことを、のちに「秋の讃歌」作曲の動機として語っている。
- 1945年 - （18歳）訓練地の杏樹飛行基地で終戦を迎え、帰国。第八高等学校に在籍したものの、学資や家計費の捻出のために進駐軍の翻訳官の仕事を得て、更に自宅では母の筝の代稽古をしながら、尺八の独習に没頭する生活。次第に挫折感、虚脱感、絶望感を強めた。
- 1948年 - （21歳）母との芸道上の確執や、父の無理解、進駐軍の封書検閲終了による失職と、新制高校・大学など学校組織の新改革に未来への道を閉ざされた穣は家出。名古屋駅から自宅へ 「サヨウナラ」の電報を打ちカバンの中には箏爪と尺八と譜本。あてもなく乗った汽車は幼年学校時代の修学旅行先吉野山へ彼を導く。吉野行きの本意は不明。吉野山の辰巳屋旅館に逗留して十日、宿の箏を借りて爪弾く音色を聞き留めた老尼僧が穣の部屋を訪ねた。この老尼僧は、当道友楽会創始者の菊武祥庭門下で箏を教えていた弘願寺の教如。教如は、世を捨てたのならいっそ寺へ来るようにと誘い、穣を高野山の高野山専修学院へ修業に送る。経、声明、仏教音楽への理解も深めて仏道へ帰依。「少僧都如峰」という僧侶となって住職の補佐を勤めながら、箏・尺八も教え、菊武祥庭の息子菊武潔との交流も芽生えた。
- 1950年 - （24歳）遺俗して自宅へ戻った。
- 1951年 - （25歳）愛知県庁に勤務。自宅では母の代稽古をして邦楽への道を模索。尺八を菊水湖風に師事、菊水はビニール管の尺八を学校に広めたり、映画俳優へ尺八演奏の指導や、月琴などの楽器を取り入れた合奏をするなど先進的な多孔（九孔）尺八の家元。
- 1953年 - （28歳）結婚。秀子は中区新栄町に箏の稽古場を借りて、野村箏曲教室を開く。のちには千種区都通二丁目にも部屋を借り野村箏曲教室を開いた。穣は公務員のため、秀子の補佐役として指導にあたり、「正峰」を芸名とした。教授科目は、古典のほか、宮城道雄作品や久本玄智、坂本勉などといった新箏曲を次々と取り入れた。
- 1958年 - （33歳）愛知文化講堂で野村箏曲教室の旗揚げ公演を開催。
- 1959年 - （34歳）中区役所ホールにて第二回目開催、以後は愛知文化講堂で、1961年、1963年、1964年と開催を続ける。父親の死を機に、「この道より我を生かす道はなし」と覚悟を決め、公務員を退職、専門家として道を歩み出す。
- 1962年 - （37歳）会員誌「正峰会報」を「うたまくら」と改称して機関誌を創刊。当初はガリ版刷りで毎月発行。2004年の印刷部数は約3千部、年4回のペースで発行、正峰が研究した箏曲の歴史や、箏曲演奏会の運営方法など、流派を問わず、箏曲の知識の啓蒙に役立てる目的で、正絃社の会員はもちろん、箏曲演奏者の資料として用いられる。NHK名古屋ラジオ公開演奏会、邦楽協会名古屋邦楽大会、三曲名流大会をはじめ、国際会議、陸上自衛隊成人式祝賀演奏などの一般の場での演奏依頼を受けるようになった。自身で箏、三絃、尺八のほかフルートも演奏し、指揮も行った。若い会員に、楽しく受け入れられる新しい箏曲をと、まずは洋楽の編曲を行ったが、独学で作曲を学び、格調高く叙情的な作品作りへと向かう。
- 1964年 - （39歳）「箏曲と尺八定期公演」（愛知文化講堂）にて処女作「長城の賦」を発表。土井晩翠の「寓里長城の歌」を題材にした大合奏で、この作品は同年、NHKラジオ「邦楽のつどい」より放送され、名古屋邦楽協会理事長、高木栄－郎から「独立して家元を名乗りなさい。」と薦められた。
- 1965年 - （40歳）箏曲正絃社創立、正絃社家元を名乗る。正絃社の定期公演は、中日劇場で、回り舞台を使った演出でスムーズな舞台転換は斬新で目を惹いた。舞台作りには秀子の高校演劇部の後輩で地元俳優の舟木淳が協力。舞台背景、衣装などに舟木の助言を取り入れ華やかな演奏会になった。その中で正峰は新作品を次々と発表。
- 1967年 - （42歳）定期公演の開催は、中日劇場で毎年続き、会員の増加のために、二回公演とする。演奏舞台を退屈させないため、演奏曲に合わせた舞台の背景、衣装、立奏台の製作などの工夫を重ねたことは、正絃社の伝統となっている。
- 1968年 - （43歳）「子ども演奏会」（中区役所ホール）開催。司会から演奏まで、すべて子どもの出演者で行う。門下生の鷲津紀子が社中を率いて演奏会を開催 （中区役所ホール）。鷲津はのちに、正峰作品集のレコード・カセット化の際に、演奏し、社中名は「鵬の会」。これに続く門下生の演奏会活動が活発になり、各地に正絃社箏曲教室が誕生。
- 1969年 - （44歳）大阪当道音楽会にて正峰作品講習会が開催され、これを機に各地で講習会を行う。箏曲に伴って尺八の手付けもするため、都山流尺八宗家より都山流礼遇をうける。野村正峰リサイタルを開催。次第に自らの演奏より作曲、指揮へとウエイトを置いて、正絃社の普及に注がれていく。
- 1971年 - （46歳）作品の音源化のため、カセットテープでの作品集制作。シー・ビー・シー・ミュージック社のカセットテープは、テイチク、ビクターなどによるレコード盤制作時代を経て、2011年現在はすべてCD化され、野村正峰作品展26枚と、野村祐子の作品集9枚に集約されている。
- 1972年 - （47歳）名古屋市民会館が開館。定期公演を移す。最初の年は大ホールで、翌年からは回り舞台のある中ホールで、春と秋、二回の定期公演を開催。1976年以降は「春の公演」（二回公演）を隔年の春の開催にして、幹部会員のみによる「秋の公演」を毎秋に開催。
- 1976年 - （51歳）アメリカ建国200年記念親善の名古屋市公式使節団として秀子はじめ4名が姉妹都市ロサンゼルスヘ。正絃杜本部の演奏旅行はほかに1979年のポーランド、1981年のオーストラリア、1984年の姉妹都市シドニーへの名古屋市親善使節団演奏、1986年中国合肥市など。正絃社「春の公演」の出演者数は、1976年、1978年、1980年と年を追うごとに増え続け、ピークには500名近い出演者を数えた。しかし1985年以降減少に向かっている。
- 1978年 - （53歳）当時の正絃社本部教室は、中区新栄町の広小路通りに面した木造の教室で古い建物ではあるが部屋数も多く、レッスン場に確保していたが、大勢の合奏は無理であった。そこで、19号線から飯田街道に入る角に得た僅かな土地に、急遽、正絃社会館を建て、演奏会の合奏練習場として使うようにした。
- 1983年 - （56歳）「春の公演」は、三回公演に拡大。回り舞台を回転させながら演奏する秀子のアイディアで、「回転木馬」作曲。正絃社門下の各教室が、それぞれ社中の演奏会を活発に開くようになり、各地に正絃社が発足する。1970年愛知県東三河地方では岩瀬炉峰が三河正絃社を、1974年岐阜では会員が合同で岐阜正絃社を発足させて隔年に定期公演を開催、三重をはじめ、東京、埼玉、千葉、静岡、長野、冨山と次第に遠隔地へ会員が広がる。仙台で1976年東北正絃社が発足して定期公演を開催。1979年東京公演。福島、宮城、岩手、秋田、青森に会員が広がる。関西では大阪、兵庫、奈良、滋賀、和歌山、岡山。
- 1989年 - （64歳）野村正峰作曲生活四半世紀記念公演（テレビアホール）を開催。野村正峰作曲作品を会員が演奏。広小路の本部教室は、ビル建設を機に引き払い、飯田街道沿いの練習場を建て替えて、新しい正絃社会館が完成した。1階が駐車場、5階建ての正絃社会館ビルは、大小合わせてレッスン室5部屋、20余名ほどの合奏に対応できる広さを持つ。地下鉄の駅から近い立地条件で、日常のレッスンのほか、演奏会の合奏練習、研修会、会議など、会員の集まりにも利用。
- 2011年 - 腎不全のため死去[1]。

## 受賞歴
- 1987年 - 愛知県芸術選奨文化賞（正絃社）
- 2003年 - 名古屋市芸術特賞（正峰）

受賞者概要　野村正峰　伝統芸能（箏曲・作曲）処女作品「長城の賦」を昭和39年に発表以来、「旅路」「篝火」など次々に新作を発表して、箏曲、尺八界に多大な影響を与え、一躍全国的に野村正峰作品の愛好者が広まった。その作品数は300を越え、その殆どが流派を問わず全国各地の邦楽舞台で愛用されているほか、テレビ番組の音楽や、ホテル、料亭、レストランに至るまで、街中に流れる箏曲のBGM にも 数多く使用されている。邦楽（ことに箏曲、三絃、尺八の分野における）作品創作については、音階、調性、奏法などは伝統音楽の基本的な姿勢を貫くことに比重をかけている。また古典の歌謡は、古来歴史文学とのかかわりを重んじて創作されてきたことに鑑み、歌曲であると器楽曲であるとを問わず、古事記、万葉集以来の文学的素材、時には唐詩選や地誌にちなんだ素材などから、叙情性にあふれ、人の心に訴える多数の作品を作曲し、これらの作品は発表以来全国各地において好んで演奏されている。加えて、箏曲のメソッドを網羅した練習曲集の内容は、箏曲界の要望に大きく応えるものとして喜ばれている。 
- 2006年 - 愛知県教育表彰（正峰）

## 正絃社
- 1965年 箏曲演奏者の育成と伝統音楽の継承のため、野村正峰が家元となる。既成の箏曲演奏団体では、免状や演奏会に出演するための料金が不明瞭なうえ、一般庶民には高額だと考えた正峰は、料金を安価に設定し、明示した。助教以上の職格者で、弟子を育成する意志の有る者は、教授会に入り、教授法などを学ぶ。教授としての心得など、明文化されているので、所属する教授は同水準で弟子の教育に当たることができることを目標とした。
- 2017年 名古屋市民芸術祭2017「名古屋市民芸術祭賞」伝統芸能部門受賞　「箏曲正絃社　野村正峰生誕90周年記念“創造”のDNA－和楽の響き」（11月11日三井住友海上 しらかわホール）[2]。

## 正絃社幹部会
正峰は、会員の親睦に並々ならぬ力を注いだ。
- 1971年 正絃社助教以上の幹部会員が結成、初代会長に鷲津紀子が就任。「長く厳しい芸の道のりを、友とともに楽しく歩む」ことをモットーに、会員の親睦と研修のため、新年会、演奏実技と理論を学ぶ「楽理講習会」、「研修合宿」などを開催。1982年から土井澄子、2002年から野崎緑、2008年から津田真知子が就任。
- 1971年 「懇親大運動会」（小幡緑地）で、紅白の二チームに別れた会員は、玉入れ、パン食い競争、男子リレー、応援合戦など競い合い、正峰も借り物競争に女装して出場した。
- 正絃社の舞台での礼の美しさには定評がある。礼を8拍で行うことを幹部会で提唱し日ごろの稽古からそれを実行した。

### 邦楽教育
正峰は義務教育の、クラブ活動や音楽授業での邦楽教育（箏）の推進のため尽力した。
正絃社師匠十訓に「門人を貪るなかれ、ただし当然受くべき報酬を受くるに卑屈なるべからず」とあるとおり、師範は開軒（自分の家などで月謝を徴収して箏三絃を教えること）を基本とする。
箏を演奏する人口が減少していることを憂慮した正峰は、小中学校で教えることは、即筝曲人口の増加につながらず開軒している師匠にとっては増収は全く見込めないが、50年後に　昔箏をやっていたといって習いに来る人もいる。伝統文化である箏に幼少期に触れることは日本人のアイデンティティ形成に必要でありそれを推進することは筝曲従事者の使命であるという信念のもと、正峰所有の箏を各地の小中学校に寄贈するとともに、幹部に筝を学校でボランティアで教えることを奨励した。
1970年代福山邦楽器製造業協同組合が小中学校に箏を貸し出す事業をしており、正峰も協力し、希望する小中学校を紹介した。二代家元もその思想を継承し、義務教育での邦楽学習への協力を推奨している。

#### 邦楽教育（箏）の例
- 愛知県西尾市立西尾中学校では1983年（昭和58年）に所有していた一面の箏を生徒がシーソーがわりに遊んでいたことを知った大師範大谷恵美子（1944年- 2005年）が正峰に相談、福山邦楽器製造業協同組合から5面箏を借り受け、自由研究（のちのオアシスタイム）でボランティアで箏を教え始めた。生徒が西尾の特産品碾茶を摘む作業実習で得た報酬の一部で箏を購入。寄贈もあり、20年かけて増やし、2012年（平成24年）には21面の箏が整備された状態で利用されている。
- 1986年　選択授業音楽で希望者が10時間程度箏を学習、以後音楽授業でも一部導入され研究授業に用いられる。2005年には、助教の柴田照子に加え、金子奈美江も講師として加わり、石川せつ子が助手となる。
- 2009年　音楽授業で1年生全員が4時間箏「さくら」（正峰編曲）を学ぶ。箏の授業には音楽教師と大師範、正絃社会員があたっているが、正峰が提唱していた「箏は他の日本の伝統文化同様礼に始まり礼に終わる」という考え方を用いて、礼（爪のある右手を左手の上に重ね8拍で背筋を伸ばして礼）、基本姿勢（竜角から内向き45度、足をそろえ、右手の薬指を竜角にそわせ、手を卵型にし、親指の爪を他の指で助けない。左手は柱より左の絃の上に軽くおくこと　演奏中も姿勢を整え、譜面台は箏と平行に近い角度で手元が正面からみやすくする）、暗譜を奨励するなども教え、実技テスト時にも開始の礼から終了の礼までを採点する。また箏のない家庭でもソルフェージュ（唱歌）を行うことで暗譜しやすくなるので、歌うことを奨励し、男女で協力して演奏していない者が絃の位置を指さしたり押し手を一緒にやるなどの方法を用い2011年度には1年4組（さくら）、2013年度には1年3組・6組・7組（糸車）が一クラス全員暗譜演奏できるなど成果をあげている。
- 2012年（平成24年）6月の恒例の全校茶会では1年生全員と3年生有志が交代でさくらを演奏した。
- 2013年（平成25年）6月の全校茶会では1年生全員が交代で糸車を演奏した。
- 2014年（平成26年）6月の全校茶会では1年生全員が交代で糸車を演奏したが、3回の授業で有志が第二箏も練習し、合奏も導入した。また、3年3組ではピアノと箏二面で洋楽曲を合奏しながら、書道で将来の夢を書く余興を行った。箏と書道の組み合わせ、1年生で4時間学んだだけの箏で五線譜の曲をピアノと合わせて演奏するなど、少年ならではのみずみずしい発想であり、伝統文化の継承に期待が持てる。
- 2015年（平成27年）からは、大学で箏曲を学んだ音楽教師が指導可能とのことで、29年にわたった町の先生の音楽授業は終了した。2022年現在はコロナ対策のためオアシスタイムは行われていない。
- 邦楽教育（箏）には箏をいつでも演奏できる立奏台に載せて1部屋収容にあてること、箏は毎回調絃を必要とすること、修理や糸締に経費がかかることなど、音楽教師の尽力のみならず、校長以下教職員、行政の協力が不可欠である。西尾中学校は「町の先生」と学校がうまく連携して箏を活用している例といえる。
- 愛知県西尾市立花ノ木小学校では「地域・家庭・学校の連携」の中に和太鼓・箏・パッチワーククラブを位置付け、講師を地域のボランテイアが勤めている。楽器は大谷をはじめ、地域住民の寄付や講師が持ち寄り、十回程度の授業で小曲を演奏できるようになる。多感な子供時代に邦楽に触れる良い機会を提供している。2005年には、柴田、金子が講師として石川が助手としてボランテイアを行う。2022年現在はコロナ対策のため回数を減らし金子、石川で行われている。

#### 邦楽教育の問題点
- 学習指導要領音楽には箏の演奏方法は掲載されていても、礼を教えることまで言及されていない（2012年度中学音楽教科書の一部には記載あり）。邦楽教育開始当時は教科書の一部に平調子の調絃が移動ドのミラシドミファラシドで五線譜を書かれていたことから、洋楽中心に学んだ音楽教師が誤解（指導書には五線譜でフラット二つのレ（Ｄ）になっているが、指導書を確認せず、洋楽の習慣から教科書にミと書いてあればＥにしてしまう）したり、筝曲の世界では常識の、古曲では一は五の乙ではなく同音であることを知らず、現場が混乱した。たとえば、五がＤの曲を、五がＥで演奏すると、洋楽同様、調が変わり作曲者が意図した作品と曲の感じが変わってしまう。また絶対音感のある者にとっては平調子の六九の半音がピアノの半音と異なる事で気持悪く感じる。洋楽では譜面台を立てるが、箏の譜面台は立奏の時でも筝に平行に近い置き方をする（現代邦楽ではその限りではない）など、習慣の違いから音楽教師と箏教授者の間で齟齬が生じたという報告もある。2012年現在では大学教員養成課程の音楽の中に和楽器が入り改善されつつあるが、音楽教師に指導する立場の者は洋楽と邦楽の違いを知り、現場の実態に留意するべきだろう。
- 筝は数年に一度糸締めと呼ばれる、天地（絃の上下をひっくり返す）、新糸（あらいと、文字通り糸を新品にすること）が必要だが、音楽教師が自分でやるのは難しい。計画的に和楽器店に頼み、メンテナンスを行うべきだが、そこまでは大学で学ばない。
- 最近は（象牙ではない）まっすぐな爪も発売されているが（従来品は爪に沿ってカーブがついている）学校の予算もあり、安価であるが、学校で購入することの是非には検証および議論が必要であろう。生田流では平安時代よりカーブのついた爪で演奏される事を想定してきた琴糸が、まっすぐな爪によって耐久性や音色への影響が不明な事と、楽器のメンテナンスのみ和楽器店に頼み、爪は安いものをネットで購入というやり方が、より安価なものを求めるのが現代とはいえ、減少している和楽器店にどういう影響を与えるのか、もしかしたらこの流れが筝曲を広めることに一役かう希望がもてるのか、現段階では不明である。
- 従来サイズより小さい筝は以前から存在したが、邦楽教育開始後、より多く販売されはじめた。その是非は現段階では断定できない。しかし、国産筝が、すべて安価で携帯に便利な筝にとってかわり、日本の筝製造という伝統産業が無くなってしまうとしたらどうだろう。ほかの地場産業同様、安易に輸入品に頼るのでなく、学校という文化の継承に重要な役割を担う所こそ、安いから、とか、小さいからではなく、日本文化の継承という視点で、国産の従来の箏をそろえる事の必要性も検討が必要だろう。しかし予算の関係もあり学校の裁量だけでは難しいのが現実である。

## 作品の特徴

### 演奏形態
使用楽器（楽曲の例）
- 箏独奏（桜桃の歌）
- 箏独奏、高低2部、十七絃、尺八、合唱、打楽器（阿蘇賛歌）
- 箏独奏、高低2部、十七絃、尺八、歌（長城の賦）
- 箏、尺八（旅路）
- 箏、尺八、歌（ふるさとの街にて）
- 箏、十七絃、尺八（乙女椿）
- 箏、十七絃、尺八、歌（きさらぎ）
- 箏、三絃、尺八(梅かおる城下町）
- 箏、三絃、尺八、歌（秋の七種）
- 箏同調2部(秋のうた）
- 箏同調2部、ピアノ(かわいい踊り子）
- 箏同調2部、尺八またはフルート(篝火）
- 箏同調2部、尺八(あけぼの）
- 箏同調2部、尺八、歌(船泊て）
- 箏同調2部、三絃、尺八（屋形船）
- 箏同調2部、十七絃（箱根八里変奏曲）
- 箏同調2部、十七絃、三絃、尺八（絵日傘に寄せて）
- 箏同調2部、十七絃、尺八（編曲きたぐに）
- 箏同調2部、十七絃、鉄琴（回転木馬）
- 箏高低2部（微笑み）
- 箏高低2部、三絃、尺八（編曲長唄京鹿の子娘道成寺）
- 箏高低2部、尺八（湖の笛）
- 箏高低2部、尺八、歌（宮城野）
- 箏高低2部、尺八、歌2部（葡萄の樹のかげ）
- 箏高低2部、十七絃、尺八（会津の残照）
- 箏高低2部、十七絃、尺八、歌（熟田津）
- 箏高低2部、十七絃、尺八または笙（夏草の賦）
- 箏高低2部、十七絃、尺八、笙、打楽器（弥勒）
- 箏高低2部、十七絃、尺八2部（さくら三重奏）
- 箏高低2部、十七絃、尺八、打楽器、歌（五丈原）
- 箏高低2部、十七絃、三絃、尺八（秋の歳時記）
- 箏高低2部、十七絃、三絃2部、尺八（夏の歳時記）
- 箏高低2部、十七絃、三絃、尺八、歌（月の船）
- 箏高低2部、十七絃、三絃2部、尺八（縁）
- 箏高低3部、十七絃、尺八、鈴（初春の調べ）
- 三絃2部（河童百態）
- 三絃2部、尺八（春景八章）
- 三絃3部、尺八（大河）
- 尺八3部（滄溟）

### 題材
- 初級用の教本（筝曲入門曲集）
- 日本の風習の美しさを愛で、作詞作曲したもの（春の七草）
- 祝歌の作詞作曲（晴れの日に）
- 追悼曲（弥勒）
- 愛の心を表現したもの（微笑み）
- 戦争経験など心の苦しみへの共感から創作したもの（曠野にて）
- 童謡・唱歌・民謡を箏曲譜にアレンジしたもの（森の小人、秋のうた、つくしの旅）
- 一般に親しまれている歌謡曲の編曲（ポピュラーシリーズ）
- 日本の古典文学や詩歌を素材にしたもの（熟田津）
- 島崎藤村の詩を素材にしたもの（眠れる春）
- 日本の景色を愛でた旅行記的なもの（花咲く峠道）
- 中国の古典に題材を求めたもの（楊柳の曲）
- テレビ放映のためのもの（初春の調べ）
- 長唄を題材にした器楽曲（編曲長唄越後獅子）

他に古典譜の刊行にも関わる。

### 楽譜
見やすく、演奏しやすい縦譜をめざし、その見やすさには定評がある。

## 作品
- 1964年 長城の賦、花かげ変奏曲
- 1965年 眠れる春、宮城野、秋のうた、日本のわらべ唄 編曲長唄京鹿の子娘道成寺
- 1966年 葡萄の樹のかげ、花と少女、虫の音の手事
- 1967年 旅路、箱根八里変奏曲、夕やけ小やけ変奏曲
- 1968年 鯱の城、みちのくの旅、つくしの旅、日本名歌集第1編
- 1969年 五丈原、紫の幻想、岬の灯台、白樺の林にて、春のうた
- 1970年 葦火、錦秋、白い渚、春景八章
- 1971年 春愁、たまゆら、こきりこの里
- 1972年 組曲きたぐに、舞扇、美吉野、かわいい踊り子、日本名歌集第2編
- 1973年 流離の詩、もみじば、編曲長唄越後獅子、滄溟（そうめい）
- 1974年 回転木馬、逝く春、風雪、砂丘の詩、夏草の賦、風韻
- 1975年 胡笳の歌、弥勤、初春の調べ、断想、幻想曲まりと殿様、幼き日の思い出
- 1976年 楊柳の曲、秋の盤覗歌、雪の夜の物語、さくら三重奏、冬のうた、大河、桜桃の歌、七夕の宵、夏のうた
- 1977年 炎（ほむら）、月の船、船泊て、わだつみ
- 1978年 双調七章、深山の春、雅びの調べ、阿蘇讃歌、ふるさとの街にて
- 1979年 八重垣、きさらぎ、夢幻
- 1980年 春の七草、晴れの日に、虹の舞曲、遥かなりみちのく路、桔梗の詩、高麗民謡による幻想曲、望郷、流星
- 1981年 春の歳時記、湖の笛
- 1982年 やまなみ、乙女椿、森の都、屋形船、白峰
- 1983年 観音の里、古戦場を彷徨いて
- 1984年 秋の歳時記、微笑み、見果てぬ夢
- 1985年 曠野にて、熱田津、古都の秋
- 1986年 秋の七種、琴の精、縁（えにし）、千樹万葉
- 1987年 編曲長唄老松、長沙暮春賦
- 1988年 河童百態、会津の残照
- 1989年 五月雨の夜に、梅かおる城下町、花咲く峠道、北の古都、水郷のうた、慕歌（ぽか）
- 1990年 あけぼの、弁才天めぐり、夏の歳時記、晩鐘
- 1991年 幾星霜、想い出のわらぺうた
- 1992年 編曲長唄小鍛冶
- 1993年 幻想の北前船
- 1994年 夜光杯
- 1995年 竜飛崎へ、編曲六段、絵日傘に寄せて
- 1996年 宮城の祝い唄
- 1998年 松の双葉に、万葉越中の春、岐山頒
- 1999年 冬の歳時記、かぐや姫の帰還
- 2000年 桃李の郷、新編地歌万歳
- 2002年 遊びをせんとや、月やあらぬ
- 2006年 柳花の苑、東京都大島町立つばき小学校校歌[3]
- 2009年 富士之国（共作）